# Wet op de buurtwegen
De wet van 10 april 1841 op de buurtwegen is een Belgische wet die de gemeentelijke wegen onder een eenvorming administratiefrechtelijk statuut rangschikt: de buurtweg.
In vijf hoofdstukken regelt de wet de erkenning en afbakening van buurtwegen, het onderhoud en de verbetering van buurtwegen, de verbreding, het rechttrekken, het openstellen en de afschaffing van buurtwegen, de buurtwegpolitie en de provinciale verordeningen inzake buurtwegen.
Het bestaan van de Atlas der Buurtwegen is een rechtstreeks gevolg van deze wet.
Deze wet is nog steeds van kracht in het het Brussels Hoofdstedelijk Gewest. In het Waals Gewest en Vlaams Gewest werd de wet op de buurtwegen afgeschaft en vervangen door respectievelijk het Waals decreet van 6 februari 2014 op de gemeentewegen en het Vlaams decreet van 3 mei 2019 op de gemeentewegen.
Tegen het Vlaams decreet loopt evenwel een vernietigingsprocesure bij het grondwettelijk Hof.